# Сверре Х'єльсберг
Сверре Х'єльсберг (норв. Sverre Kjelsberg; нар. 18 жовтня 1946 — пом. 18 червня 2016) — норвезький співак, гітарист, басист, композитор і автор текстів. 

## Життєпис

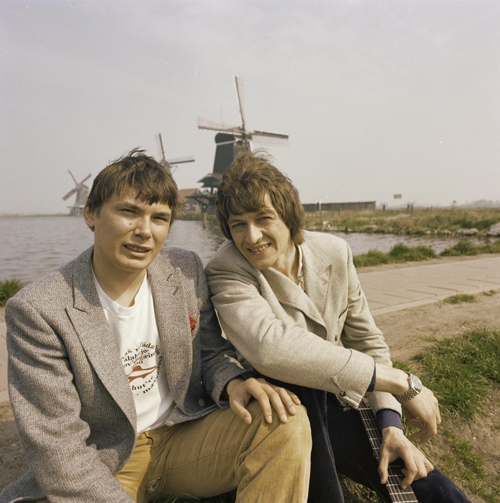
Сверре Х'єльсберг та Меттіс Гетта. (1980)

Він був учасником гурту The Pussycats з 1964 року. Він і Меттіс Хетта представляли Норвегію на конкурсі пісні Євробачення 1980 р. із записом Sámiid Ædnan, який склали Х'єльсберг і Рагнар Олсен. 
18 червня 2016 року Х'єльсберг знайшли мертвим у своєму домі у віці 69 років.  Раніше він хворів на рак, але в 2015 році було спростовано. Жодної причини смерті не встановлено. 

## Альбоми
- Etter mørketia ( MAI, 1979)
- Kära Syster із Таге Леф, шведським піаністом (MAI, 1980). Цей альбом включав пісню Sámiid Ædnan.
- Låla! (MAI, 1980) Йоїк з Меттісом Хеттою
- Sverre (Hot Line, 1982).
- Den glade pessimisten (OK, 1987), разом з Рагнаром Олсеном
- Drømmen e fri ( Nord-Norsk Plateselskap, 1994)
- Større kraft enn krutt (2005). Зразок